# Haroldson Hunt
Haroldson Lafayette Hunt, Jr. (17 de febrero de 1889 - 29 de noviembre de 1974), más conocido como H. L. Hunt, fue un magnate petrolero de los Estados Unidos.

## Biografía
Conocido durante su vida adulta como H. L. Hunt, nació en Ramsey, Municipio de Carson, condado de Fayette, Illinois, siendo el menor de ocho hermanos. Llamado así por su padre, Haroldson Lafayette Hunt, próspero empresario granjero; su madre fue Ella Rose Hunt.
Fue educado en su casa, y durante su adolescencia viajó por varios lugares antes de asentarse en Arkansas, donde operó una plantación de algodón en 1912. Terminó de desarrollar su fortuna a través del negocio del petróleo. En 1957, la revista Fortune publicó que su fortuna se estimaba entre los 400 y los 700 millones de dólares, convirtiéndose en una de las ocho personas más ricas de los Estados Unidos.
Hunt contrajo matrimonio dos veces y tuvo catorce hijos. Su primera esposa fue Lyda Bunker (fallecida en 1955) con quien se casó en Arkansas el 26 de noviembre de 1914 y tuvieron 6 hijos. En 1925 tuvo una relación con Frania Tye (con quien nunca se casó), y tuvieron 4 hijos antes de romper su relación en 1942. Luego Hunt tuvo 4 hijos más con su amante, una secretaria de su compañía petrolera llamada Ruth Ray, con quien contrajo matrimonio en 1957.
H. L. Hunt murió el 29 de noviembre de 1974 y sepultado en el cementerio Sparkman-Hillcrest Memorial Park de Dallas, Texas.
Aunque H. L. Hunt fue la inspiración de la serie televisiva Dallas, los productores del programa tuvieron que atenuar muchas de sus extravagancias para que la serie no perdiera credibilidad.

## Hijos
1. William Herbert Hunt
2. Nelson Bunker Hunt
3. Helen Lee Cartledge Hunt
4. Haroldina Franch Hunt
5. Howard Lee Hunt
6. Hugh Hunt
7. H. L. Hunt III
8. Margaret Hunt Hill
9. Caroline Rose Hunt
10. Lamar Hunt
11. Ray Lee Hunt
12. June Hunt
13. Hellen LaKelly Hunt
14. Swannee Hunt